# Joachim Krebs
Joachim Krebs, född 6 september 1641 i Rostock, död 1704 i Narva, var en svensk adelsman och häradshövding.

## Biografi
Joachim Krebs föddes 6 september 1641 i Rostock. Han var son till kaniken Joachim Krebs och Engel Luchau. Krebs blev 1672 kommissionssekreterare i Sverige, tillsammans med envoyeén Adolph Ebersköld till Ryssland. Han blev 1673 landssekreterare för ridderskapet och adeln i Ingermanland och Kexholms län. Krebs blev häradshövding i Ingermanland och Kexholms län år 1686. Krebs adlades 26 februari 1689 till Krebs och introducerades 1693 som nummer 1185. Han avled 1704 i Narva.

### Familj
Krebs gifte sig första gången 12 mars 1676 med Maria Öding (död 1678). De fick tillsammans barnen Adam Johan (1677–1750) och Anna Christina (1678–1678). Krebs gifte sig andra gången 17 augusti 1681 med Amoena Elisabeth Rosenmüller (1650–1718). Hon var dotter till sekreteraren Adrian Rosenmüller. De fick tillsammans barnen Amoena Elisabeth (1682–1682), Otto Mauritz Krebs (1683–1768), Joachim Adrian (1684–1693), Johan Fredric (1687–1708), Casper Herman Krebs (1688–1771), Engel Sophia (född 1689), Maria Amalia (1690–1735) och Christina Elisabeth (1691–1693).